# ならナビ
『ならナビ』は、NHK奈良放送局の総合テレビで2006年4月3日より奈良県向けに放送を開始した平日夕方（18:30 - 18:58:55）の『NHKニュース』の地域情報番組である。

## 概要
「ニュースなら610」として2004年4月から2年間放送したものをリニューアルした。大阪府向け「ニュースほっと関西 → ほっと関西」（2008年3月までは「かんさいニュース1番」、2015年3月までは「ニューステラス関西」）の府県別差し替え番組の一つでもある。
番組開始当初は18:10開始だったが、2015年3月30日からは18:30開始に変更された。
2022年10月3日放送分から放送常時同時配信・見逃し番組配信サービス「NHKプラス」で本番組の見逃し配信を開始した。

## 現在の出演者
メインキャスター
- 柴田拡正（2024年9月2日[注釈 1] - ）

サブキャスター（隔週）
- 山北愛琳（2021年4月 - ）
- 山下美咲（2024年4月1日 - ）[注釈 2]

リポーター
- 小野寺侑美
- 九冨佑紀乃

気象予報士
- 前田勝久

## 過去の出演者
メインキャスター（当時奈良局アナウンサー）
- 栗田勇人
- 鏡和臣（2008年3月まで）
- 大山武人（2011年3月まで）
- 谷口慎一郎（2015年3月まで）
- 原大策（2018年3月まで）
- 大川悠介（2020年3月まで）
- 吉田真人（2024年8月まで）

サブキャスター（当時奈良局契約キャスター）
- 安井香織（2009年3月27日降板）
- 土屋加恵
- 杉本奈都子
- 福永美春（2013年3月29日降板）
- 中塚裕美（2013年3月29日降板）
- 藤井未莉佳
- 西垣友香（2018年3月降板）
- 新口絢子
- 源田愛莉那
- 小林加奈恵（2024年3月22日降板）

リポーター（当時奈良局契約キャスター）
- 新田谷萌
- 前田古都
- 青木夏美
- 清田りな
- 竹本多佳良
- 田中愛理

気象予報士
- 岡本佐和子（2009年度から2013年度まで「ニューステラス関西」担当、現：昭和プロ）
- 田中美濃
- 下福美香（2012年4月から2018年3月まで[1]）
- 櫻井雪彦（2018年4月から2019年9月まで）
- 佳留耕太
- 山磨香織

## 内容
- ニュース
奈良県内のニュースを中心に、主に随時県外の関西のニュースも挿入する（2012年4月から2015年3月まで18:40 - 18:52『KANSAI FOCUS & KANSAI SPORTS』大阪から関西のニュースを同時放送）。奈良以外の項目はニューステラス関西のニュースがそのまま放送される。ただし、2015年4月以降は本番組の前に大阪から『ニュースほっと関西』→『ほっと関西』を部分的ではあるが単独番組扱いで同時ネットしている。
- コーナー詳細
  - リポート（随時） - 奈良で起こったニュースなどを解説・リポートなど、様々な方法で迫る。
  - 古都コト♪クッキング（月曜日） - 県内で活躍する一流の料理人たちが、奈良の旬の食材を使ったオススメ料理を作る。
  - まほろばラウンジ（月曜日） - 奈良の様々な分野で活躍する人やゆかりの著名人にインタビューする。
  - CATV便り（月曜日） - 県内のケーブルテレビ局が制作したニュース企画を紹介する。
  - 西山教授の仏教よもやま話（火曜日） - 奈良のお寺や仏像にかかわるエピソードを紹介する。
  - 岡本教授の大和まだある記（火曜日） - 奈良のとっておきの歴史秘話や伝統の技を訪ねる。
  - 発見！おくやまと（火曜日） - 奈良県南部・東部地域の魅力を伝える。
  - ウォッチング!奈良公園（火曜日） - 奈良公園の動植物を紹介。
  - ならコレ!（水曜日） - 地域の人たちの魅力的な取り組みや、注目すべき動きなど、様々な角度から伝える。
  - まちかどLIVE（木曜日：隔週） - 県内各地の旬や話題のスポットから生中継で伝える。
  - 輝け！いちばん星（木曜日：隔週） - 様々な分野で才能を持つ「金の卵」の若者を紹介する。
  - おでかけナビ（金曜日） - 週末の行楽情報を紹介。また視聴者が自ら出演し、イベントPRするコーナーも。
  - ならナビ 季節映像（不定期） - 季節の映像を紹介。
  - 気象情報 - 気象予報士が、奈良県内と全国の気象情報や気象に関する話題を伝える。